# 新会陈经纶中学
新會陳經綸中學，是一所位於中華人民共和國廣東省江門市新會區的國家公立中學，由祖籍新會的旅港愛國實業家陳經綸先生獨資興建。學校首期於1988年正式竣工。目前，該學校六棟教學樓，兩個飯堂以及多棟宿舍樓，一個50×25標準泳池，以及一個400m的標準田徑跑道等。1994年參加“廣東省僑資辦學優秀成果”評比，榮獲一等獎，同年被評定為首批省一級學校。

## 歷史
學校於1988年6月正式竣工，1988年9月正式開始教學，招收初一級及高一級新生。1988年9月經新會縣人民政府批准確定為新會縣與會城鎮共管、以會城鎮為主的管理體制。1993年起，實行私辦公助的完全中學辦學體制。數十年來，學校整體成績不斷發展，且是高考和中考考場。陳經綸先生及其基金會累計捐款高達數億港幣。